# ليز فيف
ليز فيف هي لاعبة كرلنغ كندية، ولدت في 11 مايو 1988 في وينيبيغ في كندا.

## وصلات خارجية
- ليز فيف على موقع الاتحاد الدولي للكرلنغ (الإنجليزية)
- ليز فيف على موقع الاتحاد الدولي للكرلنغ (الإنجليزية)